# 장건

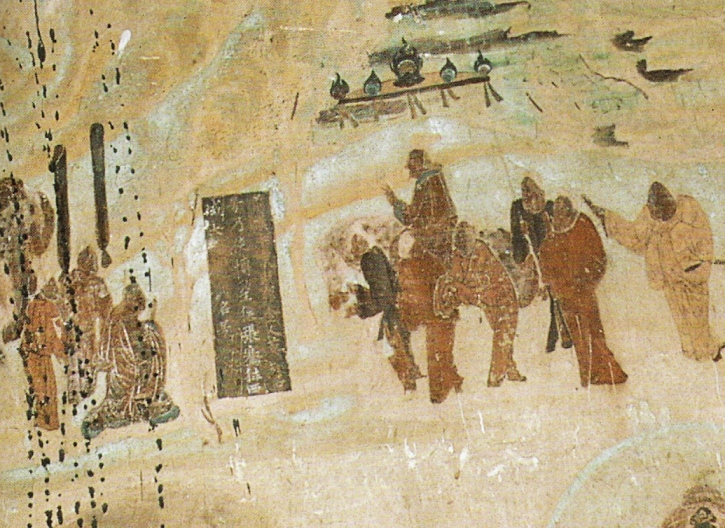
장건의 원정(BC 138~BC126)

장건(張騫, ? ~ 기원전 114년)은 자는 자문(子文)이며 지금의 산시성 한중시 성고현 사람으로 기원 전 2세기 중국 한나라 때 여행가이자, 외교관이었으며 탐험으로 실크로드의 개척에 중대한 공헌을 하였다. 그는 한나라 때 서역으로 가는 남북의 도로를 발견하였다고 전해지며, 서역 포도, 석류, 복숭아 등의 물품을 가져왔다는 전설 또한 존재한다.

## 생애
기원전 139년 한나라 건원 4년, 당시 한나라는 흉노에 대항하기 위해 대월지에 대한 동맹을 맺으려 사자를 모집하였다. 장건이 자원을 해서 지원자 100명의 수행원을 거느리고, 서역으로 가서 대월지국으로 향하였다.

### 배경
이전에 대월지는 월지라고 불리었는데, 흉노의 묵돌 선우와 그 아들 노상 선우에게 패한 후, 서쪽으로 옮겨 이름을 대월지로 바꾸었다.
특히 노상 선우는 월지 왕의 두개골로 술잔을 만들었으므로, 월지는 흉노를 원망하고 있었고, 한나라는 흉노 서방의 대월지와의 협공을 위해 장건을 대월지로 파견한다.

### 수난
당시 서역 지방은 흉노의 세력권이었으므로, 장건이 한의 세력권인 감숙성으로 나가자마자 흉노에게 잡히고 만다. 흉노의 군신 선우는 장건이 대월지로 가는 사자임을 알아채고, “월씨는 우리들의 북쪽에 있다. 어떻게 한이 그곳에 사자를 보낼 수 있는가? 만약 내가 한의 남쪽 월나라에 사자를 보낸다면 한은 그것을 허용할까?”라고 말하며, 장건을 십여 년 동안 구류하였다.

### 대완국
그 후 흉노의 땅에서 탈출에 성공하여 흉노 서쪽에 있는 대완에 이르렀다. 장건을 환대하고 대월지까지 길을 안내해 주었다.
대월지는 흉노에게 패배한 연후에, 오손에 쫓겨서 더욱 서쪽으로 이동해 있었다. 장건은 강거로 들린 후에 드디어 대월지에 도착하였다.

### 대월지
장건은 흉노와의 원수지간인 월지의 왕에게 한나라와의 동맹을 설명하였지만, 월지 왕은 이것을 받아들이지 않았다. 이미 월지는 새로운 땅에 정착하여 풍부한 생활을 누리고 있었기 때문에 다시 동쪽으로 돌아가 흉노와 싸울 이유가 없었던 것이다. 흉노에 대한 복수심은 이미 과거의 일이었다.

### 귀향
실의에 빠진 장건은 귀향 노선을 쿤룬산맥을 타서, 강 일족의 지배지를 통과하는 것을 선택했지만, 또 다시 흉노에게 붙잡힌다. 일 년 남짓 지나 군신 선우가 사망한 틈을 타서 탈출, 기원전 126년에 마침 한나라로 귀환했다. 출발할 때에 100명 남짓 있던 수행원은 두 사람만 남아 있었다.
동맹은 성립되지 않았지만, 장건이 가지고 돌아온 서역에 대한 지식은 지극히 귀중한 것이었고, 그 때까지 전혀 이해하지 못했던 서역의 사정을 듣고, 한은 새로운 전략을 세울 수 있었다. 이 공로에 의해 장건은 태중대부가 된다.

### 흉노와의 전쟁
기원 전 123년, 무제는 대장군 위청으로 하여금 흉노를 공격한다. 여기서 장건은 경험과 지리 지식을 활용하여 크게 공헌하였고, 위위(衛尉) 박망후(博望侯)로 제수받게 된다. 그러나 기원전 121년의 전쟁의 기일을 맞추지 못한 것을 문책받아 평민으로 강등되었다.

## 천산남로

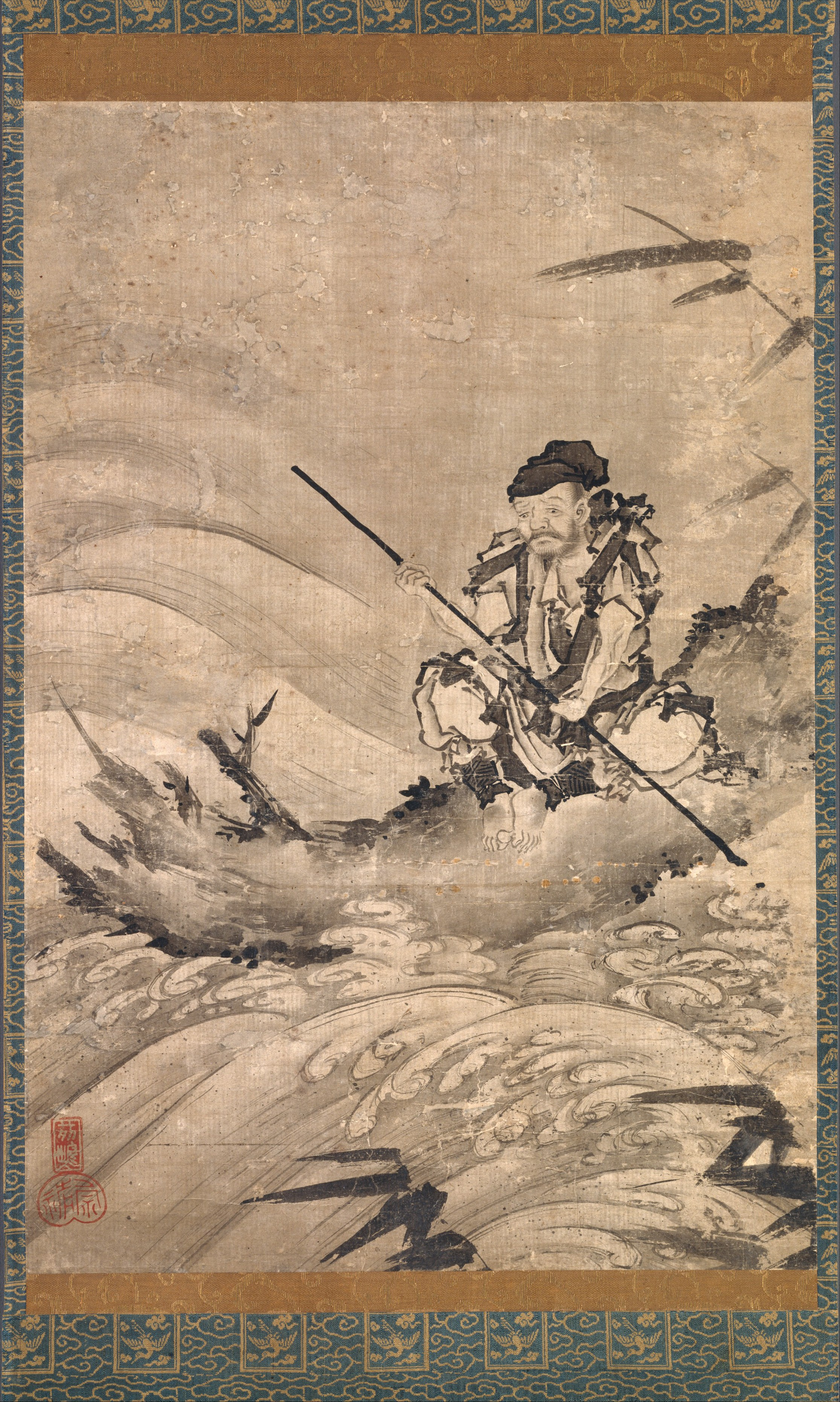
장건

장건이 서역을 여행하는 도중에 촉(사천) 명산의 대나무와 옷감을 현지 사람이 가지고 있는 것을 보고, 어떻게 손에 넣었는 지 묻자, 인도의 상인으로부터 샀다고 했다. 이것에 의해 촉으로부터 윈난 → 미얀마를 통하는 인도로 연결된 루트가 있는 것을 알고서, 장건은 무제에게 윈난을 한에 복속시키라는 건의를 몇 번이나 한다. 하지만 실행되지 못하였다.
한나라는 흉노에 대항하는 또 다른 방법으로 오손(烏孫)과의 동맹을 생각하고 기원 전 119년에 장건을 오손의 사자로 보낸다. 장건은 오손의 군주 곤미에게 혼인동맹과 동방 이주를 제안했고, 당장은 오손의 국내 사정으로 인해 거절되었으나 점차 오손과 한나라의 관계는 개선되어 장건 사후에 마침내 혼인동맹을 맺게 된다.

## 사망
기원전 114년, 사망하였다.

## 가계

### 관련 인물
장맹

## 같이 보기
- 반초
- 사기
- 한서, 장건열전